# Référentiel des identités et de l'organisation
Pour les articles homonymes, voir RIO.

Brassard de police français avec le RIO.

Brassard de gendarmerie français avec le RIO.

Le référentiel des identités et de l'organisation (RIO) est l'ensemble des matricules de sept chiffres qui identifient individuellement les agents sous l'autorité du ministère de l'intérieur : agents au ministère, corps préfectoral, agents administratifs et techniques en préfecture, Police nationale française et Gendarmerie nationale. Depuis le 1er janvier 2014, les policiers en tenue doivent le porter apparent sur leur uniforme ; les agents en civil doivent le porter sur le brassard « police ». Sont exemptés de cette obligation :
- les personnels chargés de la sécurité des sites de la direction générale de la sécurité intérieure ;
- les personnels chargés de la sécurité des bâtiments des représentations diplomatiques françaises à l'étranger ;
- les personnels appelés à revêtir leur tenue d'honneur lors de cérémonies ou commémorations.

Cette obligation résulte de l'article R434-15 du Code de la sécurité intérieure qui indique que

« Sauf exception justifiée par le service auquel il appartient ou la nature des missions qui lui sont confiées, [le policier ou le gendarme exerçant ses fonctions en uniforme] se conforme aux prescriptions relatives à son identification individuelle. »

Cet article fait partie du chapitre « Déontologie de la police nationale et de la gendarmerie nationale », section « Relation avec la population et respect des libertés ».
Les conditions et modalités de port du numéro d'identification individuel sont fixées par l'arrêté du 24 décembre 2013.
Le RIO a été mis en place sur la demande d'associations de citoyens pour lutter contre les phénomènes de contrôles au faciès et les possibles abus de pouvoir.

## Mise en application
Les syndicats de policiers dénoncent cette mesure qu'ils trouvent « stigmatisante ». Par ailleurs, ils prétendent que le matériel n'est pas adapté, en particulier, il n'y a pas d'emplacement sur le gilet tactique ou sur les coques de protection de la tenue anti-émeute.
De nombreuses sources ont indiqué que le RIO n'était pas visible sur les tenues des policiers participant au maintien de l'ordre lors des manifestations contre la Loi Travail du printemps 2016.
Certains policiers demandent que le RIO soit utilisé en lieu et place de leur nom sur les procès-verbaux, afin de protéger les agents des mesures de vengeance ou des actes terroristes,. Il s'agirait alors d'une extension à tous les agents de l'article 706-24 du Code de procédure pénale, qui indique que

« Les officiers et agents de police judiciaire, affectés dans les services de police judiciaire spécialement chargés de la lutte contre le terrorisme, peuvent être nominativement autorisés [à s'identifier] par leur numéro d'immatriculation administrative. Ils peuvent être autorisés à déposer ou à comparaître comme témoins sous ce même numéro. »

Cette revendication d'extension a été acceptée partiellement par une note d'information en date du 29 juillet 2016, « dans le cadre de la mise en œuvre des mesures de l’état d’urgence et notamment des assignations à résidence et des perquisitions administratives » ; en revanche, « les actes de police judiciaire établis de manière incidente à l’occasion d’une perquisition administrative […] doivent continuer à comporter le nom et le prénom » des agents.
À la suite de plusieurs rapports pointant l'absence du respect de port du RIO, une plainte au Conseil d'État a été portée en référé par la Ligue des droits de l’homme (LDH), l’association Action des chrétiens pour l’abolition de la torture (ACAT), le Syndicat de la magistrature (SM) et le Syndicat des avocats de France (SAF). Le Conseil d'État en statuant le 5 avril 2023 a refusé d’imposer au ministère des mesures d’identification des policiers et gendarmes, mais reconnait cependant que "le port du RIO n’est pas respecté". Le mercredi 11 octobre, le conseil d'État enjoint le ministère de  prendre toutes mesures utiles de nature à faire respecter l'obligation de port effectif du RIO, ainsi que de modifier ses caractéristiques (taille, intégration) afin d'en garantir la visibilité, et ceci dans un délai d'un an.

#### Textes législatifs et réglementaires
- Arrêté du 24 décembre 2013 relatif aux conditions et modalités de port du numéro d'identification individuel par les fonctionnaires de la police nationale, les adjoints de sécurité et les réservistes de la police nationale
- Article R434-15 du Code de la sécurité intérieure
- Article 706-24 du Code de procédure pénale

#### Articles de presse
- [Alonso 2016a] Pierre Alonso, « Hollande soigne des policiers sous le choc », Libération,‎ 17 juin 2016 (lire en ligne)
- [Alonso 2016b] Pierre Alonso, « Matricules des policiers : y a rien à voir », Libération,‎ 30 juin 2016 (lire en ligne)
- [Alonso 2016c] Pierre Alonso, « Les policiers obtiennent l'anonymat pour les mesures de l'état d'urgence », Libération,‎ 1er août 2016 (lire en ligne)